# 第30回全日本吹奏楽コンクール課題曲
第30回全日本吹奏楽コンクール課題曲は、社団法人 全日本吹奏楽連盟・朝日新聞社主催「全日本吹奏楽コンクール」の第30回（1982年）大会課題曲のことである。この記事では、この年の課題曲全般についておよび個々の楽曲の詳細情報について記す。

## 全般的な傾向・背景など
4曲のうち3曲が公募による入選曲である。

## [A]吹奏楽のためのカプリチオ
当時早稲田大学の管弦楽団員であった吉田公彦が、公募に応じて作曲し、入選したものである。なお、この作曲者の他の作品は公にされていない。
全体を通して、緩・急・緩・急と曲想が入れ替わる、自由な形式で作られている。また随所でホルンが重要な音楽の流れを作っているのも大きな特徴である。作曲者自身「ホルンが難しいかも」と語っている。

## [B]序奏とアレグロ
東京藝術大学作曲科卒業後間もない木下牧子が公募に応じて作曲し、入選したものである。この作曲家による諸作品の中でも、初期のものに属する。
題名の通り、序奏部分とアレグロ部分とからなる。調性・拍子・リズムが複雑に入り組んでおり、全体的に、無機質で冷たい響きの音楽が進行する。

## [C]アイヌの輪舞
早川博二が公募に応じて作曲し、入選したもの。早川は歌謡曲などの作曲も手がけている音楽家であった。
緩・急・緩の三部形式からなる。中間の速い部分はコミカルで軽快な音楽にもなっている。

## [D]サンライズ・マーチ
連盟委嘱により、岩河三郎が作曲した作品。題名の「サンライズ」は、吹奏楽コンクールを主催する朝日新聞社の「朝日」にヒントを得たものであることを、作曲者が語っている。
トリオを挟んだ三部形式のマーチである。シンバルのソロで曲が開始されるのは、この曲の特徴の一つにもなっている。

## 作品の評価、コンクールでの演奏
この年の課題曲については、曲の内容自体に疑問を挟む専門家も存在した。「バンドジャーナル」の支部大会評の中でも、ある審査員が「[A]は薄っぺらい。[C]は安っぽい。[D]は並の普及品」と酷評して言及されていた。
一方で[B]は、当時の日本の吹奏楽曲としては珍しい、現代曲風の作品であった。この年に全国大会の審査員を務めた小松一彦（指揮者）はその後、自身の著書（下記参考文献）の中で「吹奏楽の世界では、このような冷たい響きを持つ現代曲に、まだまだ慣れていない」と言及している。
[A]は、2008年に北陸・富山県大会高校Aの部で富山県立富山工業高等学校が演奏し、銀賞を受賞している。